# Án lệ 34/2020/AL
Án lệ 34/2020/AL về quyền lập di chúc định đoạt giá trị bồi thường về đất trong trường hợp đất bị Nhà nước thu hồi có bồi thường là án lệ công bố thứ 34 thuộc lĩnh vực dân sự của Tòa án nhân dân tối cao tại Việt Nam, được Hội đồng Thẩm phán Tòa án nhân dân tối cao thông qua, Chánh án Tối cao Nguyễn Hòa Bình ra quyết định công bố ngày 25 tháng 2 năm 2020, và có hiệu lực cho tòa án các cấp trong cả nước nghiên cứu, áp dụng trong xét xử từ ngày 15 tháng 4 năm 2020. Án lệ 34 dựa trên nguồn là Quyết định giám đốc thẩm số 58 ngày 27 tháng 9 năm 2018 của Tòa án nhân dân cấp cao tại Hà Nội về vụ án dân sự tranh chấp về yêu cầu tuyên bố văn bản công chứng vô hiệu tại tỉnh Vĩnh Phúc, nội dung xoay quanh thu hồi đất; bồi thường khi Nhà nước thu hồi đất; thừa kế; và di chúc. Án lệ này do Vụ Pháp chế và Quản lý khoa học Tòa án nhân dân tối cao đề xuất.
Trong vụ việc, nguyên đơn Trần Văn Y khởi kiện bị đơn là pháp nhân Phòng công chứng M, về việc yêu cầu tuyên bố hủy hiệu lực các bản công chức di chúc thừa kế tài sản ảnh hưởng trực tiếp tới quyền sử dụng đất mà nguyên đơn đã nhận sang nhượng trong một giai đoạn dài trong quá khứ. Vụ án lần lượt sơ thẩm tại Tòa án nhân dân thành phố Vĩnh Yên, phúc thẩm tại Tòa án nhân dân tỉnh Vĩnh Phúc rồi giám đốc thẩm tại Tòa án nhân dân cấp cao tại Hà Nội; kéo dài trong việc đạt được hồi kết. Từ đây, vụ án cũng được chọn làm nguồn án lệ để xác định giá trị quyền sử dụng đất bị thu hồi được bảo đảm bằng giá trị bồi thường của cơ quan Nhà nước.

## Tóm lược vụ án
Tại thủ phủ Vĩnh Yên, tỉnh Vĩnh Phúc, có gia đình Nguyễn Văn D (gọi tắt: cụ D) và Nguyễn Thị C (gọi tắt: cụ C), sinh sống với nhau trong thời gian dài nhưng không đăng ký kết hôn. Trong quá trình đó, bởi cụ C không thể sinh con, đã đồng ý để cụ D đi bước nữa, lấy thêm một người khác là cụ H, có một người con là Nguyễn Văn D1 (gọi tắt: ông D1). Trước khi lấy người thứ hai là cụ H, cụ D cùng cụ C xác lập nên một mảnh đất ở chung; để rồi sau khi có thêm cụ H và con trai là ông D1, cụ D di chuyển qua lại giữa hai mảnh đất của hai người vợ. Trong những năm tháng đó, cụ C có giao kết dân sự, sang nhượng một phần mảnh đất tạo lập chung cho người thứ ba là Trần Văn Y (gọi tắt: ông Y).
Nhiều năm sau, cụ H qua đời; cụ D, cụ C và ông D1 định cư cùng nhau. Cụ D và cụ C cũng qua đời vì tuổi già, trước đó, cả hai cùng đã xác lập các di chúc để lại di sản là quyền sử dụng đất cho con trai mình, được công chứng thông qua Phòng công chứng M; những tài sản trong di chúc bao gồm cả mảnh đất mà cụ C đãng giao dịch sang nhượng cho ông Y. Cũng trong những năm này, mảnh đất di sản này nằm trong diện thu hồi, có bồi thường của cơ quan Nhà nước. Ở khía cạnh là bên được sang nhượng, chịu ảnh hưởng từ di chúc thừa kết, ngày 26 tháng 6 năm 2013, nguyên đơn Trần Văn Y khởi kiện bị đơn là Phòng công chứng M, yêu cầu tòa án tuyên các bản công chứng di chúc là vô hiệu.

## Tranh tụng

### Nguyên đơn
Theo đơn và các lời khai trong quá trình tố tụng, nguyên đơn là Trần Văn Y trình bày: thửa đất số 38, tờ bản đồ số 13 tại khu M, phường Ngô Quyền, thành phố Vĩnh Yên, tỉnh Vĩnh Phúc có nguồn gốc là do ông nhận chuyển nhượng của cụ Nguyễn Thị C (tức T, T1) từ năm 1987. Việc chuyển nhượng đất và hoa màu liên quan đến thửa đất này giữa ông và cụ C có giấy xác nhận của Ủy ban nhân dân phường đồng ý cho ông đến ở cùng với cụ C. Năm 1988, Ủy ban nhân dân phường đồng ý cho ông đứng tên thửa đất này và đổi sang một thửa đất khác vì thửa đất này giáp với đầm nước không tiện cho việc chăm sóc con nhỏ. Nhưng do không đủ điều kiện làm nhà nên ông không đổi đất nữa. Năm 1998, ông và cụ C làm giấy tờ chuyển nhượng thửa đất trên với giá 140 triệu đồng. Mặc dù việc trả tiền không được các bên viết giấy biên nhận, nhưng có hai người là Nguyễn Thị B (đã chết) và Trần Thị K (ở xóm D, phường Đống Đa) chứng kiến việc ông trả tiền cho cụ C. Khi chuyển nhượng ông và cụ C đã lập hợp đồng mua bán nhà và chuyển nhượng quyền sử dụng đất ghi ngày 8 tháng 2 năm 1998 và nộp tại Ủy ban nhân dân phường.
Năm 2008, gia đình ông không ở trên thửa đất này nữa do đất bị giải phóng mặt bằng. Năm 2009, giữa ông và gia đình cụ Nguyễn Văn D xảy ra tranh chấp đối với thửa đất trên. Năm 2013, ông được biết Phòng công chứng M đã công chứng di chúc của cụ Nguyễn Văn D và công chứng văn bản công bố di chúc của cụ D và cụ Nguyễn Thị T1 ngày 26 tháng 1 năm 2011. Theo các văn bản trên thì cụ D có quyền sở hữu, sử dụng một phần thửa đất số 38, tờ bản đồ số 13 khu M, phường Ngô Quyền; ông Nguyễn Văn D1 là người được hưởng thừa kế của cụ D và cụ C đối với thửa đất này, diện tích 299,8 m² tại khu M. Việc công chứng này không đúng quy định của pháp luật và ảnh hưởng đến quyền, lợi ích hợp pháp của gia đình ông nên ông đề nghị Tòa án tuyên bố hai văn bản công chứng trên vô hiệu.

### Bị đơn
Bị đơn là Phòng công chứng M (do người đại diện) trình bày rằng: ngày 14 tháng 1 năm 2011, ông Nguyễn Văn D1 chở cụ Nguyễn Văn D đến Phòng công chứng M và yêu cầu công chứng di chúc của cụ D. Theo cụ D khai thì cụ và cụ C lấy nhau không đăng ký kết hôn (hôn nhân thực tế), cụ C không sinh nở được nên cụ D lấy người khác nhưng không ly hôn với cụ C. Nhà và đất tại thửa đất số 38 tranh chấp là tài sản chung hợp nhất được hình thành trong thời kỳ hôn nhân giữa cụ D và cụ C. Về giấy tờ chứng minh tài sản kèm theo yêu cầu công chứng di chúc, cụ D và anh D1 xuất trình gồm bốn loại. Thứ nhất là di chúc của cụ C đã được Ủy ban nhân dân phường S, huyện K, tỉnh Hưng Yên chứng thực theo đó cụ C công nhận tài sản trên là tài sản chung hợp nhất với cụ D nên cụ C chỉ công chứng di chúc phần của cụ cho ông D1. Phòng công chứng M xét thấy di chúc của cụ C là hợp pháp. Thứ hai là giấy tờ mua bán (bản gốc) của cụ D mua của ông Đ (văn tự bán ruộng này có xác nhận của Ủy ban nhân dân xã T), sau đó đổi cho Hợp tác xã N lấy thửa ruộng cánh đồng M, nay là thửa đất tranh chấp.
Thứ ba là công văn của Ủy ban nhân dân tỉnh Vĩnh Phúc về việc giải quyết khiếu nại của công dân. Thứ tư là công văn của Ủy ban nhân dân thành phố Vĩnh Yên trả lời đơn của cụ D. Hai văn bản này khẳng định thửa đất tranh chấp là đất ở, là căn cứ để bồi thường giải phóng mặt bằng. Tại thời điểm lập di chúc, mặc dù cụ D đã trên 90 tuổi nhưng vẫn còn tỉnh táo, minh mẫn, nhận thức rõ việc làm của mình. Cùng hàng thừa kế thứ nhất là vợ, con, bố, mẹ của cụ D chỉ còn lại một mình ông D1, không có ai còn vị thành niên, yếu, thiểu năng trí tuệ không tự nuôi sống được theo quy định của pháp luật dân sự vì vậy nên việc cụ D có di chúc trao tất cả phần tài sản của mình cho ông D1 là hoàn toàn đúng theo quy định của pháp luật dân sự về di chúc. Sau khi xem xét các vấn đề nêu trên, bị đơn thấy rằng việc lập di chúc của cụ D là hoàn toàn chính đáng, nội dung di chúc đúng pháp luật nên bị đơn đã làm di chúc cho cụ D. Ngày 15 tháng 1 năm 2011, cụ D đã đến phòng công chứng để điểm chỉ vào bản di chúc. Trước khi điểm chỉ, công chứng viên đã đọc lại toàn bộ nội dung di chúc cho cụ nghe, cụ hoàn toàn nhất trí. Sau khi cụ D mất, bản di chúc của cụ có hiệu lực pháp luật. Ông D1 đến phòng công chứng yêu cầu công bố di chúc và bị đơn đã tiến hành việc công bố theo quy định của pháp luật. Trong quá trình công chứng và công bố di chúc của cụ D, bị đơn không nắm được thông tin thửa đất trên đang có tranh chấp. Quan điểm của bị đơn là đề nghị Tòa án xem xét giải quyết theo đúng quy định của pháp luật.

### Bên thứ ba
Người có quyền lợi, nghĩa vụ liên quan là Nguyễn Văn D1 trình bày rằng: bố ông là cụ D và mẹ ông là cụ C kết hôn năm 1957. Năm 1959, bố mẹ ông mua một mảnh đất của ông Đ ở xóm S, phường Đống Đa, thị xã Vĩnh Yên. Do bố mẹ ông không có con chung nên khoảng năm 1969, 1970, cụ C đồng ý cho cụ D lấy cụ H (mẹ đẻ của ông) sống ở khu M, phường Ngô Quyền. Năm 1976, cụ D mua ngôi nhà số 24 N để làm nghề cắt tóc. Cụ C ở ngôi nhà 60 N, cụ D và cụ H ở khu M. Sau khi sinh ra ông, cụ H mất. Năm 1968, cụ C bán nhà số 60 N và mua nhà ở phố C. Năm 1986, cụ C bán nhà ở phố C về Hưng Yên sống. Năm 1988, cụ C lại quay về Vĩnh Yên sống và làm nhà trên thửa đất ngõ 3 tổ T. Nhưng vì mảnh đất này nhiều mồ mả nên cụ chuyển về sống ở khu M với cụ D và các con. Từ năm 2006, cụ C quay về Hưng Yên, ông và cụ D đến để quản lý thửa đất ở khu M nhưng ông Y không đồng ý. Việc ông Y đề nghị Tòa án tuyên bố hai hai văn bản công chứng trên vô hiệu, ông không đồng ý.

## Xét xử

### Sơ thẩm
Ngày 28 tháng 4 năm 2014, tại số 48 đường Phạm Văn Đồng, phường Tích Sơn, thành phố Vĩnh Yên, tỉnh Vĩnh Phúc, phiên sơ thẩm diễn ra, Tòa án nhân dân thành phố Vĩnh Yên, tỉnh Vĩnh Phúc đã quyết định: tuyên bố văn bản công chứng di chúc của Phòng công chứng M tỉnh Vĩnh Phúc ngày 15 tháng 1 năm 2011 đối với di chúc của cụ Nguyễn Văn D, sinh năm 1919 và văn bản công chứng văn bản công bố di chúc của Phòng công chứng M tỉnh Vĩnh Phúc ngày 26 tháng 1 năm 2011 công bố di chúc ngày 16 tháng 12 năm 2009 của cụ Nguyễn Thị C, sinh năm 1924 và di chúc ngày 15 tháng 1 năm 2011 của cụ Nguyễn Văn D, sinh năm 1919 vô hiệu. Ngoài ra, Tòa án cấp sơ thẩm còn quyết định về án phí.

### Phúc thẩm
Ngày 12 tháng 5 năm 2014,  đương sự liên quan Nguyễn Văn D1 kháng cáo không đồng ý với quyết định của bản án sơ thẩm. Tòa án nhân dân tỉnh Vĩnh Phúc đã thụ lý đơn kháng cáo, tổ chức phúc thẩm tại trụ sở ở số 04 đường Lý Thái Tổ, phường Đống Đa, thành phố Vĩnh Yên vào ngày 27 tháng 4 năm 2015, ra quyết định: giữ nguyên bản án dân sự sơ thẩm của Tòa án nhân dân thành phố Vĩnh Yên.

### Kháng nghị
Ngày 11 tháng 4 năm 2016, đương sự liên quan Nguyễn Văn D1 có đơn đề nghị xem xét theo thủ tục giám đốc thẩm đối với bản án dân sự phúc thẩm nêu trên. Ngày 26 tháng 4 năm 2018, Chánh án Tòa án nhân dân cấp cao tại Hà Nội đã ra quyết định kháng nghị đối với bản án dân sự phúc thẩm của Tòa án nhân dân tỉnh Vĩnh Phúc; đề nghị Ủy ban Thẩm phán Tòa án nhân dân cấp cao tại Hà Nội hủy toàn bộ bản án dân sự phúc thẩm nêu trên và bản án dân sự sơ thẩm của Tòa án nhân dân thành phố Vĩnh Yên, tỉnh Vĩnh Phúc; giao hồ sơ vụ án cho Tòa án nhân dân thành phố Vĩnh Yên, tỉnh Vĩnh Phúc xét xử sơ thẩm lại theo quy định của pháp luật.

## Giám đốc thẩm
Ngày 27 tháng 9 năm 2018, với yêu cầu kháng nghị của Chánh án Tòa án nhân dân cấp cao và sự nhất trí của Viện Kiểm sát, Ủy ban Thẩm phán Tòa án nhân dân cấp cao tại Hà Nội đã mở phiên xét xử giám đốc thẩm tại trụ sở tòa ở số ngõ 01, phố Phạm Văn Bạch, phường Yên Hoà, quận Cầu Giấy, Hà Nội. Tại phiên tòa giám đốc thẩm, đại diện Viện kiểm sát đề nghị Hội đồng xét xử của Ủy ban Thẩm phán chấp nhận kháng nghị của Chánh án Tòa cấp cao.

### Nhận định của tòa án
Nhận định của Hội đồng xét xử Ủy ban Thẩm phán Tòa án nhân dân cấp cao tại Hà Nội, Quyết định 58/2018/DS-GĐT.
Trong phiên giám đốc thẩm, Hội đồng xét xử có những nhận định về vụ án. Cụ D và cụ C chung sống với nhau từ năm 1957 nhưng không đăng ký kết hôn. Năm 1959, cụ D mua thửa đất ở xứ M của ông Nguyễn Văn Đ, sau đó đổi cho Hợp tác xã N lấy thửa ruộng ở đồng M, nay là thửa đất tranh chấp. Khoảng năm 1969, 1970, cụ D chung sống với cụ H và sinh ra ông D1. Ngày 16 tháng 12 năm 2009, cụ C lập di chúc với nội dung để lại một phần tài sản là bất động sản tại thửa đất tranh chấp trên cho con trai D1. Ngày 15 tháng 1 năm 2011, cụ D lập di chúc tại Phòng công chứng M, tỉnh Vĩnh Phúc với nội dung để lại phần tài sản của mình tại thửa đất nêu trên cho ông D1, khi Nhà nước thu hồi, bồi thường bằng tái định cư (hoặc nhận tiền) và bồi thường tài sản trên đất thì ông D1 được đứng tên và nhận tiền. Ngày 7 tháng 9 năm 2010, cụ C chết. Ngày 21 tháng 1 năm 2011, cụ D chết. Sau khi cụ D và cụ C chết, ngày 26 tháng 1 năm 2011, Phòng công chứng M tỉnh Vĩnh Phúc có văn bản công bố di chúc của cụ T1 và cụ D đối với di sản của hai cụ là thửa tranh chấp.
Nguyên đơn, ông Y cho rằng thửa đất tranh chấp nêu trên ông đã mua của cụ C từ năm 1987, đến năm 1998 thì hai bên lập giấy bán nhà và chuyển nhượng quyền sử dụng đất và hợp đồng chuyển nhượng quyền sử dụng đất, việc bị đơn công chứng di chúc của cụ D, văn bản công bố di chúc của hai cụ làm ảnh hưởng đến quyền, lợi ích hợp pháp của gia đình ông nên ông khởi kiện yêu cầu Tòa án tuyên bố các văn bản công chứng trên vô hiệu. Theo quy định tại Luật Công chứng thì người có quyền đề nghị Tòa án tuyên bố văn bản công chứng vô hiệu gồm có: công chứng viên, người yêu cầu công chứng, người làm chứng, người có quyền, lợi ích liên quan, cơ quan nhà nước có thẩm quyền. Để chứng minh mình có quyền, lợi ích liên quan đến văn bản công chứng, quyền khởi kiện, ông Y xuất trình giấy ủy nhiệm chi ngày 20 tháng 5 năm 2005, số tiền 100 triệu đồng, hợp đồng ủy quyền ngày 23 tháng 7 năm 2009 của cụ C cho ông, giấy bán nhà và chuyển nhượng quyền sử dụng đất thổ cư ngày 8 tháng 2 năm 1998, hợp đồng chuyển nhượng quyền sử dụng đất ngày 8 tháng 2 năm 1998 giữa cụ C và ông kèm theo đơn khởi kiện.
Ngoài ra, di sản của cụ D, cụ C để lại là quyền sử dụng đất tại thửa đất tranh chấp đã bị thu hồi theo quyết định của Ủy ban nhân dân thành phố Vĩnh Yên, nhưng giá trị quyền sử dụng đất của người có đất bị thu hồi vẫn được pháp luật bảo đảm theo quy định của Luật Đất đai nên hai cụ có quyền lập di chúc định đoạt tài sản trên cho ông D1. Tòa án cấp sơ thẩm, Tòa án cấp phúc thẩm căn cứ vào bản án phúc thẩm năm 2009 có liên quan của Tòa án nhân dân tỉnh Vĩnh Phúc, trong khi tại bản án phúc thẩm này Hội đồng xét xử chỉ tuyên hủy bản án sơ thẩm và đình chỉ giải quyết vụ án, để xác định tại thời điểm cụ D lập di chúc, di sản là một phần tài sản không còn nữa là chưa chính xác. Do đó, khi giải quyết lại vụ án cần xem xét đồng thời giá trị pháp lý của hợp đồng mua bán nhà, đất giữa nguyên đơn với cụ C và tính hợp pháp của bản di chúc do cụ D, cụ C lập cũng như văn bản công bố di chúc mới giải quyết triệt để vụ án và bảo đảm quyền, lợi ích của các đương sự.

### Quyết định
Từ những nhận định này, Hội đồng xét xử Ủy ban Thẩm phán Tòa án nhân dân cấp cao tại Hà Nội ra quyết định: hủy bản án dân sự phúc thẩm của Tòa án nhân dân tỉnh Vĩnh Phúc và bản án dân sự sơ thẩm của Tòa án nhân dân thành phố Vĩnh Yên, tỉnh Vĩnh Phúc về vụ án tranh chấp yêu cầu tuyên bố văn bản công chứng vô hiệu giữa nguyên đơn là Trần Văn Y với bị đơn là Phòng công chứng M tỉnh Vĩnh Phúc; người có quyền lợi, nghĩa vụ liên quan là Nguyễn Văn D1; giao hồ sơ vụ án cho Tòa án nhân dân thành phố Vĩnh Yên, tỉnh Vĩnh Phúc xét xử sơ thẩm lại theo đúng quy định của pháp luật.